# Bratszkij híd
A Bratszkij híd (orosz nyelven: Братский мост) közúti híd Oroszországban, a Jenyiszejen, a két dél-szibériai város, Abakan és Minuszinszk közelében. 

## Ismertetése
A Krasznojarszki határterület déli részén elterülő Minuszinszki járást (jobb part) és Hakaszföld Altaji járását (bal part) köti össze.
A négynyílású, 2 × 2 sávos átkelő 352 m hosszú és 28 m széles. 1999-ben kezdték építeni és 2003 őszén nyitották meg a forgalom előtt. 
Építésének ötlete a két szomszédos régió élén állt testvérpártól származik: Alekszandr Ivanovics Lebegy, a Krasznojarszki határterület kormányzója (1998. június – 2002. április) és Alekszej Ivanovics Lebegy, Hakaszföld kormányának elnöke (1997. január – 2009. január) együtt kezdeményezte és járta ki Moszkvában a híd megépítését. Tiszteletükre nevezték el az átkelőt „Bratszkij” ('testvéri') hídnak. A két hídfőnél egy-egy négy méter magas, hattyúval díszített sztélét állítottak fel (az orosz „lebegy” jelentése 'hattyú').
A híd a két várost, Abakant és Minuszinszkot délről elkerülő „Jenyiszej” R257-es főút (oroszul: ) része. Hivatalosan 2019 nyarán került regionális tulajdonból szövetségi tulajdonba.